# Jordan Hinson
Jordan Danielle Hinson, född 4 juni 1991 i El Paso i Texas, är en amerikansk skådespelare. Hon är bland annat känd i rollen som Zoe Carter i science fiction-serien Eureka.

## Fotnoter
1. ↑  Deutsche Synchronkartei, Deutsche Synchronkartei skådespelar-ID: 17002, läst: 4 april 2022.[källa från Wikidata]